# Tiny Core Linux
Tiny Core Linux is een kleine Linuxdistributie die gebruikmaakt van BusyBox en FLTK. Het is gebaseerd op Tiny Core en gebruikt standaard de windowmanager FLWM. Micro Core Linux is een kleinere variant van Tiny Core Linux en beschikt niet over een grafische gebruikersomgeving.

## Edities
Er zijn drie hoofdedities:
- Core of Micro Core Linux (bevat geen grafische omgeving, kleinste editie)
- TinyCore (standaardeditie met grafische omgeving)
- CorePlus (uitgebreide editie. Naast een grafische gebruikersomgeving bevat CorePlus wifi-drivers en meer windowmanagers.)